# Chantillac
Chantillac is een gemeente in het Franse departement Charente (regio Nouvelle-Aquitaine) en telt 277 inwoners (1999). De plaats maakt deel uit van het arrondissement Cognac.

## Geografie
De oppervlakte van Chantillac bedraagt 17,7 km², de bevolkingsdichtheid is 15,6 inwoners per km².
De onderstaande kaart toont de ligging van Chantillac met de belangrijkste infrastructuur en aangrenzende gemeenten.

## Demografie
Onderstaande figuur toont het verloop van het inwonertal (bron: INSEE-tellingen).